# Josef Maiman
Josef Arieh Maiman Rapaport (Landsberg am Lech, Baviera, 8 de febrero de 1946-Herzliya, Israel. 9 de octubre de 2021), conocido como Yusho o Yossi en el mundo empresarial, fue un empresario peruano-israelí de ascendencia polaca.

## Biografía
Hijo de Esfira Rapaport y de Yisrael Maiman. Nació en el campo de refugiados judíos de Landsberg am Lech, Baviera, en 1946, al sur de la Alemania ocupada por los aliados después de la Segunda Guerra Mundial. Cuatro años después, viajó con su familia al Perú. 
Realizó sus estudios escolares en el Colegio Abraham Lincoln de la ciudad de Lima.
Estudió Economía en la Universidad de Texas en El Paso y regresó al Perú para trabajar en el Banco Central de Reserva. Luego de ello, obtuvo una maestría en Economía en la Universidad Cornell. Una vez graduado, regresó al Perú y fue catedrático de la Universidad del Pacífico.
Se trasladó a Israel en 1971, realizó el servicio militar y adquirió la ciudadanía.
Fundó el grupo Merhav, que luego se convertiría en un conglomerado de empresas que incluye inversiones en hidrocarburos. Que tiene presencia en América, Europa, países de la extinta Unión Soviética, China, África y países del Medio Oriente, tales como Egipto y Turquía. 
En la corporación Merhav, controla más del 58 % de Ampal-American Israel Corporation, una compañía de participación e inversiones situada en Estados Unidos. Además, en el sector energético cuenta con las empresas East Mediterranean Gas Company y Middle East Oil Refinery. En el sector telecomunicaciones, Merhav controla el Canal 10 de Israel y el Inter Cable de Venezuela. En la agroindustria, el grupo cuenta con inversiones en China y la República Dominicana.
Una de las empresas que conforman el grupo es la financiera Metropolitan Investments Corporation. La cual durante los años ochenta participó en la operación de recompra de deuda externa peruana en el mercado secundario al 34 %. Lo que, para algunos analistas de inversión, implicó un 10 % sobre el valor que tenía entonces en el mercado. La operación fue tan cuestionada que fue sometida a investigación por dos comisiones congresales en dos gobiernos distintos. En los que los dictámenes en minoría persistieron en la sospecha.
Ha sido presidente del directorio del Centro Jaffee para los Estudios Estratégicos y miembro del Consejo de Gobierno la Universidad de Tel Aviv, presidente del Directorio de Fiduciarios del Instituto Internacional de Política para la Lucha contra el Terrorismo de Israel y miembro del Consejo de Gobierno de la Universidad Ben-Gurión del Néguev.
El 18 de septiembre de 1984, el presidente Fernando Belaúnde nombró a Maiman como cónsul honorario de Perú en Tel Aviv, Israel. Con jurisdicción en la ciudad y puerto de Tel Aviv y en Jerusalén. Se mantuvo en el cargo hasta abril de 2015.
Desde 1988 hasta 2010, fue director de Eltek, una empresa pública israelí que se encarga de la comercialización gas natural a Israel. 
En los años noventa, se desempeñó como asesor y embajador especial del presidente de Turkmenistán, Saparmyrat Nyýazow. Para los temas del gasoducto en el Medio Oriente y de energía. El Gobierno de Turkmenistán le otorgó la nacionalidad por decreto.
Fue presidente del directorio de Ampal-American Israel Corporation de 2002 a 2013.
En 2006 fue considerado por la revista Forbes como uno de los israelíes más ricos del mundo. En 2017, fue acusado por lavado de activos en el casos relacionados al expresidente Alejandro Toledo. Se acogió a la colaboración eficaz y marcó distancia del exmandatario peruano.

## Reconocimientos
- Orden al mérito por Servicios Distinguidos (2000) del Ministerio de Relaciones Exteriores del Perú.